# 西北大学凯洛格管理学院
西北大學凱洛格管理學院（英語：Kellogg School of Management at Northwestern University；簡稱凱洛格管理學院、凱洛格，亦稱凱洛）是美國西北大學的商學院，設立於伊利諾州埃文斯顿與佛羅里達州邁阿密。凱洛提供全日制半日制及高階管理課程，並且在中國大陸、印度、香港、以色列、德國、加拿大、泰國等提供企業管理碩士和博士學位課程。凱洛格常被公認為全世界最頂尖的商学院之一。

## 历史
凱洛格是始創自1908年於芝加哥市區，初期以對「具道德特質」的企業領導人提供夜間、半日制的課程為主。當時的凱洛格以率先採用、著重「團隊企劃與合作」的教學方式聞名於商業界。
凱洛格是全球公認最好的商學院之一，校名經常見諸於美國《商業周刊》、《美國新聞與世界報導》、英國《經濟學人》及其他商業新聞特刊等；校友在全球各地的營利事業、非營利事業、政府機關、學術機構等位居要津；是著名的行銷管理學大師－菲利普·科特勒所任教的學校。其所授全日制企業管理碩士（Full Time MBA）於2017年經英國《經濟學人》雜誌評鑑為全球第1名。

## 另請參見
- 美國商學院列表
- 商學院